# Pella loricata
Pella loricata är en skalbaggsart som först beskrevs av Thomas Casey 1893.  Pella loricata ingår i släktet Pella och familjen kortvingar. Inga underarter finns listade i Catalogue of Life.